# Vigiland
Vigiland ist ein schwedisches Musikproduzenten- und DJ-Duo. Es besteht aus Claes Remmered Persson und Otto Pettersson aus Västervik.

## Karriere
Das Duo veröffentlichte seit Mitte 2013 in Eigenregie über Spinnup einige Songs, die alle fast ausschließlich instrumental und im Stile des Melbourne Bounce, einer House-ähnlichen EDM-Musikrichtung, gehalten waren. Am 27. September 2014 erschien ein Artikel über das Duo auf der Titelseite der schwedischen Tageszeitung Västerviks Tidningen. Am 30. Oktober 2014 unterschrieb das Duo einen Vertrag mit der Plattenfirma Universal Music, die sich ab diesem Zeitpunkt um die Promotion für die neueste Single UFO kümmerte. Das Lied verbreitete sich innerhalb weniger Tage durch Spotify und SoundCloud und stieg am 21. November 2014 auf Platz 22 in die schwedischen Singlecharts ein. Zwei Wochen später erreichte es die zweite Position und stieg Anfang 2015 auch in die norwegischen Singlecharts ein. Im Februar 2015 konnte sich UFO auch in den deutschen Single-Charts platzieren.

## Diskografie

### Singles
| Jahr | Titel Album      | Höchstplatzierung, Gesamtwochen, AuszeichnungChartplatzierungen (Jahr, Titel, Album, Platzierungen, Wochen, Auszeichnungen, Anmerkungen) | Höchstplatzierung, Gesamtwochen, AuszeichnungChartplatzierungen (Jahr, Titel, Album, Platzierungen, Wochen, Auszeichnungen, Anmerkungen) | Höchstplatzierung, Gesamtwochen, AuszeichnungChartplatzierungen (Jahr, Titel, Album, Platzierungen, Wochen, Auszeichnungen, Anmerkungen) | Höchstplatzierung, Gesamtwochen, AuszeichnungChartplatzierungen (Jahr, Titel, Album, Platzierungen, Wochen, Auszeichnungen, Anmerkungen) | Höchstplatzierung, Gesamtwochen, AuszeichnungChartplatzierungen (Jahr, Titel, Album, Platzierungen, Wochen, Auszeichnungen, Anmerkungen) | Anmerkungen                        |
| Jahr | Titel Album      | DE | DK | FI | NO | SE | Anmerkungen                        |
| ---- | ---------------- | --- | --- | --- | --- | --- | ---------------------------------- |
| 2014 | UFO              | DE75 Gold · (12 Wo.)DE | DK11 Platin · (14 Wo.)DK | — | NO10 (17 Wo.)NO | SE2 ×6Sechsfachplatin · (44 Wo.)SE |                                    |
| 2015 | Shots & Squats   | DE— GoldDE | DK7 Platin · (13 Wo.)DK | FI3 (11 Wo.)FI | NO13 (11 Wo.)NO | SE2 ×5Fünffachplatin · (45 Wo.)SE | feat. Tham Sway                    |
| 2015 | Addicted         | — | — | — | — | SE54 Platin · (12 Wo.)SE | feat. Alexander Tidebrink          |
| 2016 | Pong Dance       | — | DK19 Platin · (16 Wo.)DK | FI14 (6 Wo.)FI | — | SE2 ×4Vierfachplatin · (31 Wo.)SE |                                    |
| 2016 | Let’s Escape     | — | — | — | — | SE64 (3 Wo.)SE |                                    |
| 2017 | Friday Night     | DE— GoldDE | DK— PlatinDK | — | NO36 (5 Wo.)NO | SE6 ×3Dreifachplatin · (30 Wo.)SE |                                    |
| 2017 | Another Shot     | — | — | — | — | SE43 (3 Wo.)SE |                                    |
| 2018 | Be Your Friend   | — | DK— GoldDK | — | — | SE7 ×4Vierfachplatin · (49 Wo.)SE | feat. Alexander Tidebrink          |
| 2018 | Take This Ride   | — | — | — | — | SE33 (4 Wo.)SE |                                    |
| 2018 | Nice to Meet You | — | — | — | — | SE68 (1 Wo.)SE | feat. Alexander Tidebrink          |
| 2018 | Never Going Home | — | — | — | — | SE50 (5 Wo.)SE |                                    |
| 2019 | Strangers        | — | — | — | — | SE66 (1 Wo.)SE | feat. A7S                          |
| 2019 | We’re the Same   | — | — | — | — | SE24 (13 Wo.)SE | feat. Alexander Tidebrink          |
| 2020 | I Follow Rivers  | — | — | — | — | SE32 Gold · (9 Wo.)SE | mit Mike Emilio & Helion feat. Sud |

Weitere Singles
- 2013: Bouncer
- 2014: Take a Bite
- 2014: Drop It Again
- 2014: Ready
- 2014: Okay
- 2018: Mad Love (mit MOTi)
- 2019: Let Us Love (mit Topic & Christopher)

## Belege
1. ↑  Vigiland bei Where’s the Music (Memento vom 20. Januar 2015 im Webarchiv archive.today)
2. ↑  http://dancemusicnw.com/vigiland-melbourne-bounce-swedish-twist/
3. ↑  https://www.facebook.com/Vigilandmusic/photos/a.1496453207247710.1073741829.1384175395142159/1647437742149255/
4. ↑  https://spinnup.com/en/2014/11/vigiland-signed-by-universal/
5. 1 2  Chartquellen: DE SE NO DK FI
6. ↑  Auszeichnungen für Musikverkäufe: DE DK SE